# 华坛山镇
华坛山镇，是中华人民共和国江西省上饶市广信区下辖的一个乡镇级行政单位。

## 行政区划
华坛山镇下辖以下地区：
姜村社区、振华路社区、桐西村、毛村、小东坞村、李村、车边村、彭家坞村、高畈村、革畈村、汪岭村、桐西分场生活区、毛村分场生活区、上田分场生活区、叶家分场生活区、双溪分场生活区、刘家分场生活区、高畈分场生活区、革畈分场生活区和姚山分场生活区。